# John K. Davies
John Kenyon Davies FBA FSA (* 19. September 1937 in Cardiff) ist ein britischer Althistoriker, Archäologe und Ägyptologe. Zu seinen breit gefächerten Arbeitsschwerpunkten gehören Gesellschaft und Wirtschaft des antiken Griechenland sowie Fragen der Staatenbildung, Verwaltungs- und Kultgeschichte Griechenlands und der wirtschaftlichen Bedeutung der griechischen Kulte.

## Leben
Nach seinem Studium an der Universität Oxford und Aufenthalten in den USA promovierte Davies 1966 und war anschließend in Oxford sowie an der Universität von St Andrews tätig. Von 1977 bis 2003 war er Inhaber der Rathbone-Stiftungsprofessur für Alte Geschichte und Klassische Archäologie an der Universität Liverpool. Von 1995 bis 2000 war er auch Forschungsprofessor der Leverhulme Foundation. Seit 2000 ist er korrespondierendes Mitglied des Deutschen Archäologischen Instituts. Auch als Emeritus setzte er seine Arbeiten fort.
Davies war zweimal verheiratet, in erster Ehe mit Anna Morpurgo, und hat zwei Kinder.

## Werk
Davies vertritt unter anderem die Annahme, dass man vor den Perserkriegen nicht von einem ethnisch einheitlichen „Griechenland“ sprechen könne. Zur Analyse der frühen Geschichte der griechischen Staaten greift er auf die Kulturkontakt-Hypothese zurück. Er kritisiert sowohl die durch Herodot beeinflusste Fokussierung der Forschung auf die Geschichte Athens und Spartas, die zur Überschätzung der Rolle Spartas geführt habe, als auch die anachronistische Interpretation der Geschichte der griechischen Polis im Licht neuzeitlicher politischer Theorien. Die griechische Polis verkörpere keine einmalige Entwicklung, sondern sei ein typisch eisenzeitliches Phänomen. In seinem Werk reflektiert Davies auch den wachsenden Einfluss der Literaturkritik auf die Interpretation antiker historischer Quellen, die diese deutlicher als früher als literarische Texte erscheinen lasse. Die griechische Geschichte sei anders als die römische oder die der europäischen Neuzeit ohne einen einheitlichen „roten Faden“, nämlich in Form vieler simultaner Mikro-Narrative überliefert, die vielfältige Kombinationsmöglichkeiten zuließen, aber auch viele Lücken enthielten.

## Schriften (Auswahl)
- Athenian Propertied Families, 600-300 B.C. Oxford University Press 1971. Überarbeitete Auflage unter dem Titel: Wealth and the Power of Wealth in Classical Athens. Arno Press 1981.
- Democracy and Classical Greece. 1. Aufl. London : William Collins 1978 (Fontana History of the Ancient World), 2. Auflage, Harvard University Press 1993. Deutsch u.d.T. Das klassische Griechenland und die Demokratie. München : dtv 1983.
- Hrsg. (mit John J. Wilkes): Epigraphy and the Historical Sciences. Oxford University Press 2012.
- Hrsg. des Journal of Hellenic Studies (1973–1977).